# توم فان نورمان
توم فـان نورمان (بالإنجليزية: Tom Van Norman)‏ هو سياسي أمريكي، ولد في 20 مارس 1964 في إلمهورست في الولايات المتحدة. حزبياً، نشط في الحزب الديمقراطي. وقد انتخب عضو داكوتا الجنوبية البيت النواب.